# Anne Ridler
Anne Barbara Ridler, née le 30 juillet 1912 à Rugby et décédée le 15 octobre 2001, est une poétesse britannique éditant ses écrits sous la maison Faber and Faber.

## Biographie
Elle a été nommée en tant qu'officier de l'ordre de l'Empire britannique.